# Clarias salae
Clarias salae är en fiskart som beskrevs av Hubrecht, 1881. Clarias salae ingår i släktet Clarias och familjen Clariidae. IUCN kategoriserar arten globalt som livskraftig. Inga underarter finns listade i Catalogue of Life.